# Paralineopsis taki
Paralineopsis taki är en djurart som tillhör fylumet slemmaskar, och som beskrevs av Jirô Iwata 1993. Paralineopsis taki ingår i släktet Paralineopsis och familjen Lineidae. Inga underarter finns listade i Catalogue of Life.